# Creu Trencada (Subirats)
La Creu Trencada és una escultura pública de Subirats (Alt Penedès) inclosa a l'Inventari del Patrimoni Arquitectònic de Catalunya.

## Descripció
Creu de pedra de braços llisos i rectes acabats amb expansions flordelisades. El braç longitudinal inferior es perllonga, amb un tram de planta octogonal, cap a la base de suport a la que s'hi uneix a través d'una motllura cilíndrica. La base és un cos de forma cònica, folrat amb un arrebossat o estuc que simula carreus. En aquesta part hi ha una inscripció commemorativa on s'especifica que va ser restaurada l'any 1913.